# Tiziano Ferro
Pour les articles homonymes, voir Ferro.
 (octobre 2023).
Si vous disposez d'ouvrages ou d'articles de référence ou si vous connaissez des sites web de qualité traitant du thème abordé ici, merci de compléter l'article en donnant les références utiles à sa vérifiabilité et en les liant à la section « Notes et références ».
Tiziano Ferro, né le 21 février 1980 à Latina, est un chanteur et producteur de disques italien.
Au cours de sa carrière, Tiziano Ferro a également chanté en espagnol, en anglais, en français et en portugais. Il a vendu plus de 15 millions d’albums dans le monde, principalement en Europe et en Amérique Latine. Sa carrière a été ponctuée de nombreux prix, nominations et reconnaissances parmi les plus prestigieuses en Italie et dans le monde.

## Biographie

### Ses origines
Fils d'un père géomètre, Sergio, et d'une femme au foyer, Giuliana, Tiziano Ferro grandit dans la région des Marais pontins, près de Latina. Sa famille est d'origine vénitienne. Il a un petit frère, Flavio, avec qui il a 11 ans de différence.
À l'âge de 5 ans, il reçoit comme cadeau de Noël un clavier Bontempi pour enfants, c'est sa première rencontre avec la musique. Tiziano écrit ses premières compositions aux rythmes simples et les enregistre sur un magnétophone qu'il cache sous son lit : il n'a alors que 7 ans.
Deux de ces morceaux, intitulés Il Cielo et Gli Occhi, seront par la suite insérés comme morceaux cachés dans son troisième album studio Nessuno è solo (2006).
Il traverse une adolescence difficile. Timide, obèse et boulimique, il se sent souvent à l'écart de ses camarades et trouve un refuge dans la musique. Il prend des cours particuliers de piano (deux ans de pratique), guitare classique (durant sept ans), batterie (un an) et chant.
À l'âge de 16 ans, il rentre dans la chorale Gospel de sa ville natale de Latina (Big Mama Gospel Choir) et se passionne pour l'atmosphère de la musique noire américaine. Il prend des cours à distance de doublage cinématographique et devient speaker pour quelques radios locales. Il fit également des expériences de pianobar dans divers endroits avec son groupe de rap Q4, proposant des réinterprétations de black music et de rap, et participant à des concours amateurs de karaoké.
Il participe à une émission télévisée sur une chaîne nationale italienne, un télé-crochet qui lui permet de chanter devant des professionnels. Il ne remporte pas le succès escompté.
Il s'inscrit alors à la célèbre Académie de la Chanson italienne de Sanremo, avec l'intention de participer au festival du même nom, célèbre pour avoir révélé de nombreux nouveaux talents comme, par exemple, Laura Pausini en 1993. Il est cependant recalé aux premières sélections. Tiziano ne perd pas espoir et retente sa chance l'année d'après, et réussit cette fois à arriver parmi les douze finalistes avec une superbe chanson inédite, considérée comme sa toute première, Quando ritornerai. Mais il n’atteint pas les trois premières places qui garantissent d'être qualifié pour l’édition suivante. Il étudie alors au lycée scientifique de Latina où il réussit son examen avec une très bonne note. L'été, il est choriste sur la tournée de son groupe de rap « Sottotono ». C'est aussi l'année où sort Anima e Corpo, l'album de son groupe de rap, qui contient sa chanson Sulla mia pelle. Une version enregistrée par Tiziano Ferro sera ensuite incluse dans le best-of TZN - The Best of Tiziano Ferro en 2014.
Malgré cela, une carrière comme chanteur reste très incertaine. Il s'inscrit alors à la faculté d'ingénieur et à une autre des sciences de la communication de la Sapienza, à Rome. En 2000, il écrit le titre Angelo mio, adaptation italienne du titre Angel of Mine, de la chanteuse Monica. Cette chanson figurera sur son best-of TZN - The Best of Tiziano Ferro.

## Vie privée
En 2004, Tiziano Ferro emménage à Puebla de Zaragoza au Mexique, puis, l'année suivante, à Manchester, au Royaume-Uni. Il retourne en Italie en 2011 et s'installe à Milan. Depuis 2016, il réside principalement à Los Angeles.
Depuis plusieurs années, il participe à plusieurs initiatives solidaires et de bienfaisance.
En 2010, il publie en Italie son livre Trent'anni e una chiacchierata con papà, extrait du journal qu'il a tenu entre 1995 et 2010. Dans ce livre, il annonce publiquement son homosexualité. En 2012, il publie son deuxième livre, L'amore è una cosa semplice, qui porte le même titre que son album.
En 2019, le chanteur épouse Victor Allen, un publicitaire et ancien consultant de Warner Bros. Le mariage a lieu en deux temps, d'abord le 25 juin à Los Angeles, puis un mois plus tard à Sabaudia, dans la province italienne du Latium. Dans une déclaration au quotidien Corriere della Sera à cette occasion, il confirme qu'il se considère comme à la fois « gay et catholique ».
En 2021, Victor et lui deviennent parents de 2 enfants, Margherita et Andres, âgés respectivement de 9 et 4 mois. En septembre 2023, le chanteur annonce son divorce en cours dans un communiqué sur Instagram.

## Carrière

### Ses débuts
En 2001, après des refus de plusieurs maisons de disques, il se fait produire par Alberto Salerno et Mara Maionchi, rencontrés lors de sa deuxième participation au festival de Sanremo, ils réussissent à convaincre la maison de disques EMI à miser sur le jeune artiste de Latina. Son premier single, Perdono sort pendant l'été. Après des débuts timides, le single atteint les sommets des charts européens. Il s'agit du premier extrait de son premier album studio, Rosso relativo. Une partie de la critique accuse néanmoins sa maison de disques de faire un « coup de pub » en le cataloguant comme « chanteur pour midinettes ». Son public surtout des adolescents, prend sa défense et insiste sur le nouveau genre musical le « r'n'b pop », et surtout des paroles significatives, l'artiste y confie sa propre personne dans certaines de ses chansons.
Le succès de Perdono en Italie a amené l’artiste à sortir le titre en France, en version franco-italienne, mais aussi en anglais, en espagnol (Perdona) et en portugais (Perdoa).
A l’été 2002, Tiziano Ferro participe au Festivalbar avec son single Rosso Relativo, et en 2003, il sort une édition espagnole de son album, intitulée Rojo Relativo. Entre janvier 2002 et mars 2003, Tiziano Ferro parcourt l’Europe en 70 dates pour son Rosso Relativo Tour.
Pendant que les radios italiennes lancent le troisième single de son album, « Imbranato », Tiziano enregistre d'autres versions de « Perdono », une en anglais, une en espagnol et une en portugais. La chanson arrive à la troisième place du classement européen, il devient le single le plus vendu en 2002.
Tiziano Ferro est nommé aux Latin Grammy Awards comme meilleure révélation internationale, c'est le premier et le seul Italien jamais nommé aux Grammy Awards.

### Le tournant artistique
À l'automne 2003 sort son deuxième album, plus autobiographique. Il le nomme 111, le poids qu'il faisait à l'adolescence : il s'en vendra plus d'un million de copies. Le 1er single extrait de l'album, Perverso, connait un fort succès et restera dans le classement italien pendant 14 mois. Viendra ensuite Sere Nere, une ballade qui apparait dans le film italien Tre metri sopra il cielo adapté du livre éponyme de Federico Moccia, et qui raconte l'histoire d'amour naissante entre deux adolescents. Le troisième single, Non me lo so spiegare, rencontre un autre succès au printemps suivant. Enfin, le quatrième et dernier single, Ti voglio bene, sort pendant l'été. De mars 2004 à août 2005, Tiziano Ferro effectue sa tournée italienne 111 Tour, composée de 712 dates en Europe et en Amérique Latine.
Tiziano chante son premier duo en anglais avec Jamelia, Universal Player, qui apparaitra dans la compilation des chansons officielles des Jeux olympiques de 2004.
Malgré le succès grandissant, Tiziano décide de prendre une pause dans sa carrière de chanteur.
Pendant ce temps, il quitte l'Italie pour s'installer à Londres : il double le personnage d'Oscar, dans le film des studios Dreamworks, Gang de requins. Puis Tiziano Ferro part aux États-Unis, où il intègre une université de Los Angeles. Le chanteur réussit son examen comme traducteur-interprète en langues anglaise et italienne avec une note de 88 sur 100.

### Nessuno è solo2006/2007

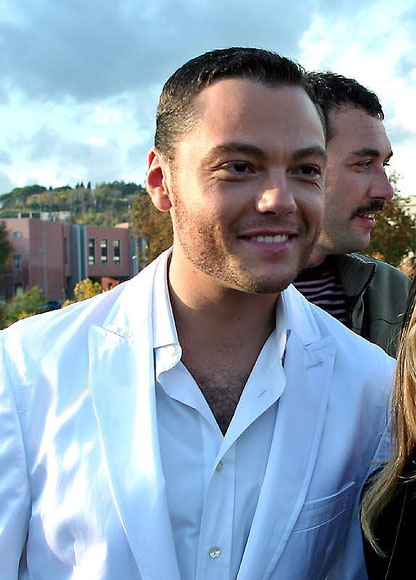
Tiziano Ferro en 2006.

Tiziano Ferro revient sur le devant de la scène avec Nessuno è solo son troisième opus. Le premier extrait, Stop dimentica!, atteint vite la tête du classement italien des singles. Son album reste 1er du top pendant un mois et devient l'album incontournable de l'été 2006. Cet album est diffusé dans 44 pays européens et sud-américains. Le deuxième single Ed ero contentissimo, dont le clip a été tourné à Barcelone, obtient un bon succès.
L'album reste pendant six mois aux cinq premières places des charts en Italie. Tiziano devient rapidement l'artiste masculin italien de l'année. L'album ne quittera le top 20 qu'en mars 2008 soit presque deux ans après sa sortie, un record. L'album devient disque de diamant en décembre 2007. De janvier à août 2007 a lieu sa tournée Nessuno è solo dans une cinquantaine de dates en Italie et en Europe. Il se produira en duo avec quelques artistes italiens comme Laura Pausini, pour la chanson Non me lo so spiegare ou Biagio Antonacci, avec qui il chante en duo sur le titre Baciano le donne.
L'album sortira en langue espagnole en Espagne et en Amérique Latine sous le titre Nadie Está solo.
Invité d'honneur du Festival de Sanremo 2007, Tiziano Ferro y présente son dernier single, Ti Scatterò Una Foto, extrait de la bande originale du film Ho voglia di te. Grâce au succès du film et à celui de la chanson, l'album retourne dans le top 5. Il dédie son 4e single à Raffaella Carrà, une artiste polyvalente très connue en Italie, une chanson « parodie » au sens ironique.
Tiziano Ferro est l'unique artiste italien choisi pour l'album Forever Cool, en hommage à Dean Martin, avec entre autres Robbie Williams, Joss Stone et beaucoup d'autres. Il reprend la chanson Arrivederci Roma qui sera ajoutée au programme de sa dernière tournée.
Le dernier single de l'album est E fuori è buio. Le clip de la chanson est tourné près du lac de Côme et à Milan.
Tiziano Ferro se produira devant un public de 100 000 personnes, à l'occasion du dixième anniversaire de la chaine MTV Italia avec d'autres artistes. Il y donnera un mini-concert où il interprètera ses différents tubes.
L'album est le plus vendu de l'année 2007, il sera resté en tête du classement pendant un an et demi.
En 2008, il remporte le prix de « l'homme de l'année » à TRL Awards.
La même année il devient l'auteur du tube de l'été, interprété par l'heureuse perdante du X Factor italien, Giusy Ferreri, Non ti scordar mai di me, reste numéro 1 pendant tout l'été.

### Alla mia età2008/2009
Tiziano Ferro sort son quatrième album en Italie le 7 novembre 2008. Alla mia età, Il regalo più grande, Il sole esiste per tutti, indietro, Breathe gentle, Scivoli di nuovo sont tous extraits de l'album sortis en single. Tiziano Ferro chantera également la chanson Breathe Gentle, un duo avec Kelly Rowland, chanteuse des Destiny's Child.
En 2012, le chanteur belge Roberto Bellarosa reprend Il regalo più grande adapté par Bérengère Dubois sur son album Ma voie.
En mai 2009, l'album sort en Espagne, dans une version espagnole.
D'avril à septembre 2009, Tiziano Ferro part à travers l'Europe pour son Alla mia età Tour 2009/10, composé de 37 dates en Italie, en Suisse, en Roumanie, au Canada et aux Etats-Unis. En mai 2010, il ajoute trois dates à sa tournée, en Espagne. Le DVD live de la tournée, Alla mia età Live in Rome, a été enregistré lors de ses deux concerts à Rome, le 24 et le 25 juin.

### L'amore è una cosa semplice (2011 - 2013)
En novembre 2011 sort son cinquième album, L'amore è una cosa semplice, dont est extrait le premier single, La differenza tra me e te. L'album est composé de 14 chansons toutes écrites par Tiziano Ferro, exceptés trois titres : la chanson Karma, en duo avec John Legend, le titre Paura non ho, d'Irene Grandi et La fine, écrite par Nesli. L'album a été enregistré à Los Angeles et reflète la sérénité retrouvée par le chanteur.
L'album sort également en version espagnole sous le titre El amor es una cosa simple. En 2012, une version de l'album est disponible en Autriche et en Allemagne et contient le duo avec la chanteuse allemande Cassandra Steen, sur le titre Liebe ist einfach/L'amore è una cosa semplice.

### TZN - The Best of Tiziano Ferro (2014 - 2015)
Le 25 novembre 2014 sort en Italie le premier best-of de l’artiste, TZN - The Best of Tiziano Ferro, composé de ses plus grands succès et de seize chansons inédites. Le lendemain sort au Royaume Uni une édition britannique de ce best-of et en mars 2015, une édition espagnole est disponible dans les bacs en Espagne.

### Il mestiere della vita (2016 - présent)
Le 2 décembre sort le sixième album de Tiziano Ferro, Il mestiere della vita. Composé de 13 titres, l’album présente des sonorités pop, rap et R&B, avec des chansons qui couvrent des thèmes comme le pardon, la peur ou la colère.
De juin à juillet 2017, Tiziano Ferro parcourt l’Italie dans le cadre de sa tournée Il mestiere della vita Tour 2017.
En août dernier, il publie sur sa page YouTube officielle un documentaire de 18 minutes réalisé pendant sa tournée Il mestiere della vita Tour 2017.
Le 10 novembre sort en Italie une édition spéciale de son album, avec une sélection de titres en version urbaine et acoustique et quatre titres bonus.
Fin décembre 2017, Tiziano Ferro sort une nouvelle version de son single Stavo pensando a te, en duo avec le rappeur italien Fabri Fibra.
Depuis février 2018, l’artiste est l’égérie de l’opérateur téléphonique Vodafone.

## Récompenses

### Prix & Nominations
- 2002 : Artiste révélation de l'année 2001 au Premio Italiano della Musica
- 2002 : catégorie Best Male Artist au Mexican Grammy Awards

## Discographie

### Albums
- 2001 : Rosso relativo : sorti dans 42 pays à travers le monde : de l'Europe à l'Amérique du Sud, Arabie, Afrique du Sud, Japon et Nouvelle-Zélande. Triple disque de platine en Italie (7 mois dans le Top 10 et plus d'un an dans le top 100); disque d'or en France, Belgique et Turquie. Double disque de platine en Suisse. Disque de platine en Espagne.
- 2002 : Rojo relativo
- 2003 : 111 : Sorti dans 40 pays à travers le monde. Environ 1 million d'exemplaires vendus à travers le monde. Quadruple disque de platine en Italie. Disque de platine en Colombie. Double disque de platine au Mexique.
- 2006 : Nessuno è solo Sorti dans 44 pays. 1,5 million d'albums vendus.
- 2008 : Alla mia età (novembre 2008).
- 2011 : L'amore è una cosa semplice (novembre 2011)
- 2014: TZN: The best of Tiziano Ferro (novembre 2014)
- 2016 : Il mestiere della vita
- 2019 : Accetto Miracoli (22 novembre 2019)

### Best-Of
- 2014 – TZN - The Best Of Tiziano Ferro

### Singles
| 2001 | "Perdono/Perdona"                                                     | 1  | 1  | 3   |
| 2002 | "L'olimpiade/La olimpiada"                                            | -  | -  | -   |
| 2002 | "Imbranato/Alucinado"                                                 | -  | -  | 48  |
| 2002 | "Rosso Relativo/Rojo relativo"                                        | 11 | -  | -   |
| 2002 | "Le cose che non dici/Las cosas que no dices"                         | -  | -  | -   |
| 2003 | "Perverso"                                                            | 5  | 5  | 88  |
| 2003 | "Sere nere/Tardes negras"                                             | 1  | 8  | 88  |
| 2004 | "Non me lo so spiegare/No me lo puedo explicar"                       | 1  | -  | 85  |
| 2004 | "Ti voglio bene/Desde mañana no lo sé"                                | -  | -  | -   |
| 2004 | "Universal prayer" (feat. Jamelia)                                    | 1  | 1  | 59  |
| 2006 | "Stop! Dimentica/Stop! Olvídate"                                      | 1  | 10 | 69  |
| 2006 | "Ed ero contentissimo/Y estaba contentísimo"                          | 2  | -  | 97  |
| 2007 | "Ti scatterò una foto/Te tomaré una foto"                             | 1  | -  | 28  |
| 2007 | "Non me lo so spiegare/No me lo puedo explicar (feat. Laura Pausini)" | -  | -  | -   |
| 2007 | "E Raffaella è mia/Y Raffaella es mía                                 | 3  | -  | 36  |
| 2007 | "E fuori è buio/Y está oscuro"                                        | -  | -  | 157 |
| 2008 | "Alla mia età/A mi edad"                                              | 1  | -  | 89  |
| 2009 | "Il regalo più grande/El regalo más grande"                           | 2  | 11 | 37  |
| 2009 | "Indietro/Breathe gentle" (feat. Kelly Rowland)                       | 2  | -  | -   |
| 2009 | "Il sole esiste per tutti/El sol existe para todos"                   | 14 | -  | -   |
| 2009 | "Scivoli di nuovo/Deslizas otra vez"                                  | 16 | -  | -   |
| 2010 | "Each tear" (feat. Mary J. Blige)                                     | 1  | -  | -   |
| 2011 | "La differenza tra me e te/La diferencia entre tú y yo"               | 2  | -  | 55  |
| 2012 | "L'ultima notte al mondo/La ultima noche del mundo"                   | 5  | -  | -   |

### Duos et collaborations
- Universal prayer avec Jamelia
- Sere Nere avec Liah Soares (portugais)
- Mi credo avec Pepe Aguilar
- Baciano le donne avec Biagio Antonacci
- Non me lo so spiegare avec Laura Pausini (sur son album Io canto)
- L'alfabeto degli amanti [live] avec Michele Zarrillo
- L'amore e basta avec Giusy Ferreri
- Breathe Gentle - avec Kelly Rowland (album Alla mia età)
- El regalo mas Grande - avec Anahí et Dulce María (album version espagnole de il regalo più grande)
- Il re di chi ama troppo - avec Fiorella Mannoia
- Cuestión De Feeling - avec Mina
- Each Tear - avec Mary J. Blige

### Chansons écrites
- Entro il 23 - Mp2
- Dove il mondo racconta segreti - Michele Zarrillo
- A chi mi dice - Blue
- Dime tu - Myriam
- E va be - Syria
- Amaro amarti - Iva Zanicchi
- Non Ti Scordar Mai Di Me - Giusy Ferreri
- Stai fermo lì - Giusy Ferreri
- L'amore e basta - Giusy Ferreri
- Sogni Risplendono - Linea 77
- Breathe Gentle - Kelly Rowland
- Each Tear - Mary J. Blige

## Tournées
- 2002-2003 – Rosso relativo Tour
- 2004-2005 – 111% Tour
- 2007 – Nessuno è solo Tour 2007
- 2009-2010 – Alla mia età Tour
- 2012 – L'amore è una cosa semplice Tour 2012
- 2015 – Lo stadio Tour 2015
- 2017 – Il mestiere della vita Tour 2017

## Livres
- Tiziano Ferro, Trent'anni e una chiacchierata con papà, 2010
- Tiziano Ferro, L'amore è una cosa semplice, 2012

## Vidéos

### DVD
- 2009 : Alla mia età live in Rome